# Ciudad Barrios
Ciudad Barrios es un distrito del municipio de San Miguel Norte, El Salvador, perteneciente al departamento de San Miguel, en la zona oriental, a 160 km al oriente de la capital, San Salvador. 
El distrito tiene una extensión territorial de 68 km² y una población de 23.256 habitantes según el censo de 2024, lo que lo convierte en el 4° distrito más poblado del departamento y el 64° más poblado del país. La principal actividad económica del distrito es el cultivo y beneficio del café, además del comercio de ganado vacuno y la producción artesanal de productos lácteos. La población de la ciudad, mayoritariamente católica, celebra sus fiestas patronales en honor al san Pedro Apóstol en el mes de junio. 
Fue fundada en los primeros años de la dominación española en lo que hoy es El Salvador como un pueblo de indígenas, llamado Cacahuatique. Recibió el título de ciudad en 1913 y cambió su nombre a Ciudad Barrios, en honor al político y militar salvadoreño Gerardo Barrios, que había nacido en las cercanías de la localidad. Desde la década de 1980, esta localidad ha cobrado notoriedad en el ámbito nacional salvadoreño, inclusive a nivel internacional, debido a que es la ciudad natal de san Óscar Arnulfo Romero, el primer santo salvadoreño, el primer santo nativo Centroamérica, el primer obispo mártir de América y el primer mártir posterior al Concilio Vaticano II. La figura de Óscar Romero se ha convertido, sin lugar a dudas, en una de las más populares e influyentes de la cultura popular, la historia reciente y sociedad salvadoreñas, llegando a ser reconocido incluso más allá de la misma Iglesia católica.

## Toponimia
Antiguamente se llamaba Cacahuatique. En idioma Lenca salvadoreño, significa «Cerro de las Huertas de Cacao», siendo las voces que integran esta palabra las siguientes: k’akaw’, cacao y tique, cerro, sufijo de lugar.

## Historia

### Orígenes
Esta ciudad salvadoreña se llamaba antiguamente Cacahuatique y sus orígenes se remontan a la época precolombina de nuestra historia, pues era ya uno de los pueblos lencas que existían en la región ultra-lempina oriental a la llegada de los conquistadores españoles. 

### Época Colonial
En los comedios del siglo XVI Cacahuatique tenía una población de 600 almas. En 1711 se le extendió el título de sus ejidos. En 1740 San Pedro Cacahuatique era habitado por unos 95 indígenas agrupados en 19 familias, según el alcalde mayor de San Salvador don Manuel de Gálvez Corral. Como pueblo anejo de la parroquia de Ozicala figura en 1770 y conforme al arzobispo Pedro Cortés y Larraz su población era de 166 habitantes repartidos en 34 familias. En 1786 ingresó en el partido de San Miguel. 

### Pos-independencia
Desde el 12 de junio de 1824 forma parte del departamento de San Miguel.

### Título de Villa

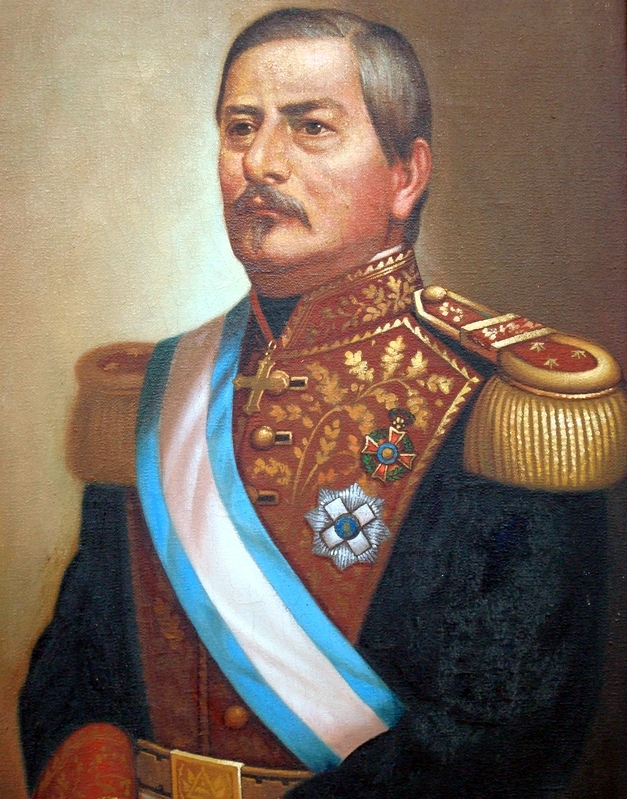
Gerardo Barrios, por quien lleva su nombre esta localidad. Nacido en las cercanías de la misma. Fue presidente de El Salvador en cuatro ocasiones entre las décadas de 1850 y 1860.

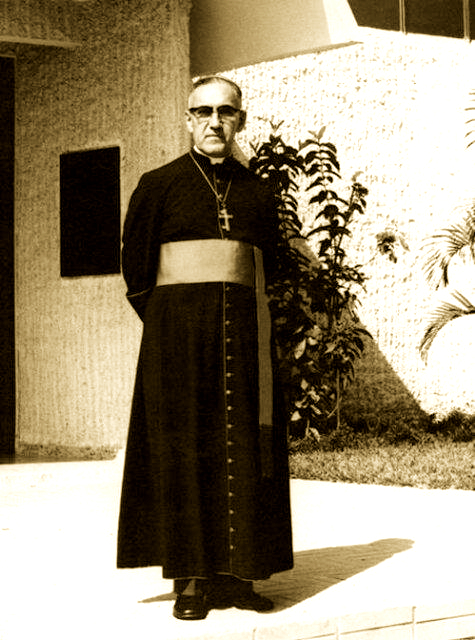
San Óscar Romero, arzobispo y mártir. Es el primer santo salvadoreño y el primer santo nativo de Centroamérica. Fue oriundo de esta localidad.

Durante la administración del doctor Rafael Zaldívar y teniéndose en cuenta el notable progreso y aumento de población alcanzado por el pueblo de Cacahuatique, el Poder Legislativo, con fecha 8 de febrero de 1883, le confirió el título de villa. Su población en 1890 era de 2.310 habitantes.
El gobernador T. Vilanova llegó a la población, asociado del inspector de escuelas don Claudio Moreno, para su visita oficial en julio de 1891; describió que era "una de las privilegiadas en el departamento por sus condiciones climatéricas y sus buenos terrenos para la producción del café, caña de azúcar y cacao". Al celebrar una sesión municipal, hizo constar varios arbitrios para llevar adelante medidas de ornato público, especialmente la ampliación del edificio del cabildo que según el gobernador no reunía las comodidades necesarias.

### Sucesos posteriores
El antiguo pueblo de Belén, hoy cantón a 4 kilómetros al Oeste" fue fundado en el lapso de 1827 a 1841 en el distrito de San Miguel, a cuya jurisdicción perteneció hasta el 14 de julio de 1875, fecha en que se incorporó en el distrito de Chinameca. En 1890 tenía una población de 910 habitantes y por Decreto Legislativo de 10 de abril de 1905 se extinguió este distrito, incorporándose como cantón a la villa de Cacahuatique. En la misma fecha se extinguió el municipio de San Antonio, que se incorporó como cantón a la expresada villa, pero por Ley de 21 de abril de 1906 San Antonio se erigió nuevamente en pueblo.
El 13 de junio de 2023 la Asamblea Legislativa de El Salvador aprobó la Ley Especial para la Reestructuración Municipal, con la cual oficialmente se redujeron los municipios a 44 mediante la fusión de varios antiguos municipios. La nueva ley (decreto legislativo 762), fue ratificada por el presidente Nayib Bukele el 14 de junio y publicada el mismo día en el Diario oficial N.º 110, Tomo N.º 439, por lo cual fue incorporada al municipio de San Miguel Norte.

## Título de Ciudad y cambio de nombre
Ejerciendo la primera magistratura don Carlos Meléndez y "en honor a la memoria del Benemérito Capitán General Gerardo Barrios", quien en las inmediaciones de Cacahuatique formó una de las primeras y mejores fincas de cafetos, el Poder Legislativo emitió un decreto, el 21 de abril de 1913, en virtud del cual se otorgó a esta población el título de ciudad y se le cambió su nombre vernáculo por el de Ciudad Barrios.

LA ASAMBLEA NACIONAL DE LA REPÚBLICA DE EL SALVADOR,

CONSIDERANDO:
Que la Villa de Cacaguatique (Cacahuatique), Departamento de San Miguel, ha progresado rápidamente en el adelanto intelectual, social y comercial,
En uso de sus facultades constitucionales,

DECRETA:

Art. 1.- Elévese a la categoría de Ciudad la Villa de Cacaguatique (Cacahuatique), la que en lo sucesivo llevará el nombre de “Ciudad Barrios”, en honor a la memoria del Benemérito Capitán General Gerardo Barrios.
Art. 2.- El presente Decreto tendrá fuerza de ley desde el día de su publicación.

Dado en el Salón de Sesiones del Poder Legislativo. Palacio Nacional: San Salvador, veintiuno de abril de mil novecientos trece.

Joaquín Bonilla,
Presidente.

Claudio Ochoa,Primer Secretario.

Lázaro Mendoza,
Segundo Secretario.

Palacio Nacional: San Salvador, 21 de abril de 1913.

Publíquese

C: Meléndez.

El Subsecretario de Estado en el

Despacho de Gobernación,

David Rosales, h.

Diario Oficial No. 97,
Tomo No. 74,

Fecha: viernes, 25 de abril de 1913.

Decreto Legislativo: Título de ciudad a la Villa de Cacahuatique del 21 de abril de 1913.

## Arqueología
En la cima del Cerro Pelón se encuentran las ruinas de Erentique o Arantique, pueblo lenca destruido a principios del siglo XVII y cuyos moradores, en competente número, se avecindaron en Guatajiagua (Depto. de Morazán)